# Gare de Najac
La gare de Najac est une gare ferroviaire française, de la ligne de Brive-la-Gaillarde à Toulouse-Matabiau via Capdenac, située sur le territoire de la commune de Najac, dans le département de l'Aveyron, en région Occitanie.
Elle est mise en service en 1858 par la Compagnie du chemin de fer de Paris à Orléans (PO).
C'est une halte voyageurs de la Société nationale des chemins de fer français (SNCF) du réseau TER Occitanie, desservie par des trains express régionaux.

## Situation ferroviaire
Établie à 205 mètres d'altitude, la gare de Najac est située au point kilométrique (PK) 289,520 de la ligne de Brive-la-Gaillarde à Toulouse-Matabiau via Capdenac, entre les gares ouvertes de Villefranche-de-Rouergue et de Laguépie. Elle est séparée de Villefranche-de-Rouergue par la gare fermée de Monteils.

## Histoire
La station de Najac est mise en service le 30 août 1858 par la Compagnie du chemin de fer de Paris à Orléans (PO), lorsqu'elle ouvre à l'exploitation le chemin de fer de Montauban à Capdenac qu'elle a reprise, encore en travaux, le 11 avril 1857 lors du démantèlement de la Compagnie du chemin de fer Grand-Central de France. La station est édifiée après le pont de Najac, qui suit le tunnel qui passe sous l'escarpement sur lequel se trouve le village.
En 2014, c'est une gare voyageurs d'intérêt local (catégorie C : moins de 100 000 voyageurs par an de 2010 à 2011), qui dispose de deux quais, un abri et une traversée de voie à niveau par le public (TVP).

## Fréquentation
De 2015 à 2023, selon les estimations de la SNCF, la fréquentation annuelle de la gare s'élève aux nombres indiqués dans le tableau ci-dessous.
| Année               | 2015  | 2016  | 2017  | 2018  | 2019   | 2020  | 2021   | 2022   | 2023   |
| ------------------- | ----- | ----- | ----- | ----- | ------ | ----- | ------ | ------ | ------ |
| Nombre de voyageurs | 7 567 | 7 247 | 8 610 | 6 466 | 10 999 | 7 299 | 10 298 | 15 086 | 14 667 |

## Service des voyageurs

### Accueil
Halte SNCF, c'est un point d'arrêt non géré (PANG) à accès libre.

### Desserte
Najac est desservie par des trains TER Occitanie circulant entre Capdenac et Toulouse-Matabiau.

### Intermodalité
Un parking pour les véhicules y est aménagé. 

## Patrimoine ferroviaire
L'ancien bâtiment voyageurs situé à côté de l'entrée de la halte.